# Mari El

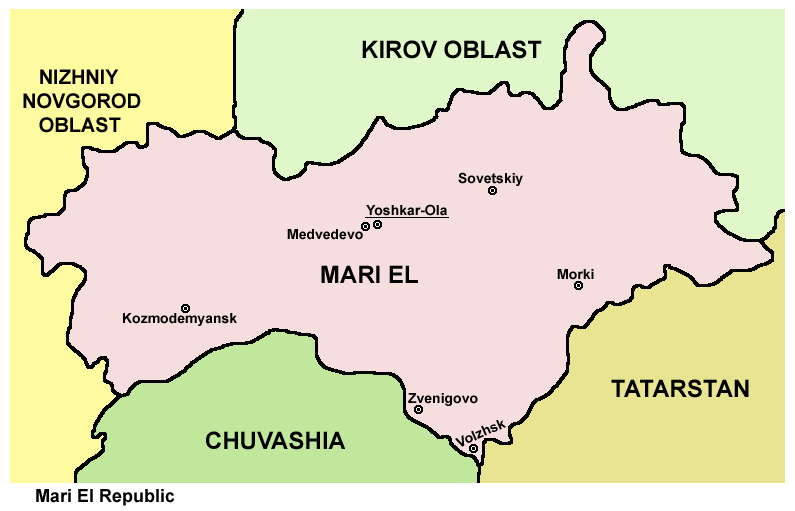
Belangrijkste plaatsen

Mari El (Mari: Мары Эл Республик, Russisch: Республика Марий Эл;, Respoeblika Mari El) is een autonome republiek in de Russische Federatie.

## Geschiedenis
De Mari Autonome Oblast werd gevormd op 4 november 1920. Deze werd op 5 december 1936 gereorganiseerd in de Marische Autonome Socialistische Sovjetrepubliek. De autonome republiek Mari El in zijn huidige vorm werd gevormd op 22 december 1990.

## Geografie
Mari El is gelegen in het oostelijke deel van de Oost-Europese Vlakte, langs de Wolga. De moerassige Mari-laagvlakte ligt in het westen van de republiek. 57% van de republiek is bedekt met bossen. Het hoogste punt van Mari El is 278 meter.
Er zijn 476 riveren en meer dan 200 meren in Mari El. De meeste zijn maar klein en gewoonlijk dichtgevroren van half november tot half april. Grote bevaarbare riveren zijn de Vetloega in het uiterste westen en de Wolga langs de zuidgrens. De gehele republiek watert af op de Wolga.
De republiek grenst in het noorden aan de oblast Nizjni Novgorod, in het oosten aan de oblast Kirov, in het zuiden aan Tatarije, en in het westen aan Tsjoevasjië.

### Klimaat
Het klimaat van Mari El is een gematigd landklimaat. De winters zijn gematigd koud met enige sneeuw. De zomers zijn warm en vaak vochtig (regen).
- Gemiddelde temperatuur januari: −13 °C
- Gemiddelde temperatuur juli: +19 °C
- Gemiddelde jaarlijkse neerslag: 450-500 mm

## Bevolking
De voornaamste bevolkingsgroepen van Mari El zijn Mari's en Russen. De Mari's (het exoniem Tsjeremissen raakt in onbruik) spreken een Finoegrische taal: het Mari. De standaardtaal berust op de oostelijke variant, het Weide-Mari (марий йылме). Het westelijke Berg-Mari (мары йлмы) telt minder sprekers en wordt als een variant beschouwd.
De Mari's hadden voor de Russische Revolutie van 1917 geen toegewezen territorium. Nu wonen slechts 48,3% van alle Mari's binnen Mari El. De meeste wonen in andere delen van Rusland; 4,1% van de Mari's woont buiten Rusland.
Russen vormen 47,5% van de bevolking van Mari El, gevolgd door de Mari's (42,9%) en Tataren (6,0%).

### Religie
De meeste inwoners van Mari El zijn Russisch-orthodox, orthodoxe oudgelovigen, en moslims. Het traditionele Mari-geloof (marla) heeft ook veel aanhang. Daarin wordt een vorm van christendom vermengd met totemistische en sjamanistische elementen.

## Politiek
Het hoofd van de regering in de republiek Mari El is de president. In 2004 was Leonid Igorevitsj Markelov de president (gekozen in januari 2001).

## Economie
Er zijn bijna geen grondstoffen van industrieel belang in de republiek. Andere natuurlijke bronnen zijn: turf, bronwater en kalksteen.
De meest ontwikkelde industrieën zijn machineconstructie, metaal- en houtbewerking, en voedsel. De meeste ondernemingen zijn gevestigd in de hoofdstad Josjkar-Ola.